# Preklet Csaba
Preklet Csaba (Kapuvár, 1991. április 25. –) magyar labdarúgó, jelenleg a Dorogi FC játékosa.

## Pályafutása
A Kapuváron 1991. április 25-én született futballista 2000 és 2007 között a Győri ETO FC-ben nevelkedett. 2007-ben 16 évesen tehetségére felfigyelt az olasz Reggina Calcio együttese, amely profiszerződést kínált a játékosnak. Olyannyira elégedettek voltak teljesítményével, hogy 2010-ben újabb 3 éves szerződést kínált neki az olasz klub.
2011-ben aztán fél évre kölcsönbe a Kecskemét csapatához került. 2011-2012-ben - még szintén kölcsönbe - az Egri FC leigazolta, abban az idényben 24 mérkőzésen 4 gólt szerzett.
2012-ben 2 és fél éves szerződést írta alá az Egri FC csapatával, amely végleg megvette a játékjogát.
2013 nyarán a ZTE-hez igazolt, ahol alapembernek számított, majd 2014 júliusában a Vasas SC szerződtette. 2017 februárjában az NB II-es Ceglédi VSE vette kölcsön. Az idény végén a Cegléd végleg megvásárolta a játékjogát, 2019 nyaráig játszott a klubnál, ezt követően pedig a Tiszakécske játékosa lett. 2020 nyarán az NB II-be feljutott Pécsi MFC-hez igazolt.
Végigjárta az összes utánpótlásválogatottat, alapembere volt a 2008-2009-es U17-es, a 2009-2010-es U19-es és a 2010-2011-es U21-es korosztályos csapatnak.

## Sikerei, díjai
Vasas SC
- NB II-es bajnok: 2014-15